# Silicomassilina
Silicomassilina es un género de foraminífero bentónico de la subamilia Silicomassilininae, de la familia Ammoflintinidae, de la superfamilia Rzehakinoidea, del suborden Schlumbergerinina y del orden Schlumbergerinida. Su especie tipo es Silicomassilina sinegorica. Su rango cronoestratigráfico abarca el Daniense (Paleoceno inferior).

## Discusión
Clasificaciones previas hubiesen incluido Silicomassilina en la familia Rzehakinidae, así como en el suborden Textulariina del Orden Textulariida o en el orden Lituolida. También ha sido incluido en el suborden Rzehakinina y en el orden Rzehakinida, aunque estos taxones han sido considerados sinónimos posteriores de Schlumbergerinina y Schlumbergerinida respectivamente.

## Clasificación
Silicomassilina incluye a las siguientes especies:
- Silicomassilina sinegorica